# ۵۰۹ (پیش از میلاد)
۵۰۹ (پیش از میلاد) ۵۰۹مین سال قبل از تقویم میلادی است.